# フリー・ガイ
『フリー・ガイ』（原題：Free Guy）は、2021年のアメリカ合衆国のSF映画。マット・リーバーマンとザック・ペンの脚本、リーバーマンのストーリーをもとにショーン・レヴィが監督を務める。ライアン・レイノルズ、ジョディ・カマー、リル・レル・ハウリー、ウトカルシュ・アンブドゥカル、ジョー・キーリー、タイカ・ワイティティが出演している。アメリカでは20世紀スタジオ、日本ではウォルト・ディズニー・ジャパンの配給により2021年8月13日に劇場公開された。
自分がビデオゲームの背景キャラクター（モブキャラ）だったことに気付いた男ガイの日々を描いており、主演のレイノルズは本作を“現代版『バック・トゥ・ザ・フューチャー』”と称している。

## あらすじ
ルール無用で悪事を働くことが当たり前な街「フリー・シティ」では、サングラス族と呼ばれる連中が気ままに銃をぶっ放し、ヘリコプターやクルマを破壊したり強盗を働いたり、やりたい放題だ。
そんな中、毎日同じ会話を交わして、毎日銀行強盗に遭い、それでも真面目に働く幸せな銀行員のガイは、ミステリアスなサングラス族のモロトフ・ガールに一目惚れする。警備員の親友バディに「サングラスがないと相手にされないさ」と助言され、彼女を追うために銀行強盗からサングラスを奪って掛けてみると、街中にパラメーターや今まで見えなかったアイテムなどが見えるようになる。サングラス族はオンラインVRゲーム「フリー・シティ」をプレイするプレイヤーたちで、ガイはその世界の中にプログラムされた、一定の行動しかしないモブ（雑魚）キャラ（ノンプレイヤーキャラクター（NPC））だったのだ。

## キャスト
ガイ
演 - ライアン・レイノルズ、日本語吹替 - 加瀬康之
VRオンライン・ゲーム「フリー・シティ」で銀行窓口係をしているモブキャラ。モロトフ・ガールへの一目惚れを切っ掛けに、プレイヤーアバターのサングラスを手に入れ、人助けをしてレベルを上げる特異な存在「ブルーシャツ・ガイ」として次第に注目されていく。
元々は「ライフ・イットセルフ」でキーズが設定した「片想い」というキャラクターで、運命の相手である“理想の女性”と出会うことが目的。
ミリー・ラスク / モロトフ・ガール
演 - ジョディ・カマー、日本語吹替 - 早見沙織
過去にキーズと共にゲーム「ライフ・イットセルフ」を制作した女性。自分達のプログラムコードが「フリー・シティ」に盗用された証拠を探している。
「フリー・シティ」ではモロトフ・ガールとしてミステリアスな女性を演じている。レベルは195と高く、モブキャラの台詞とそのタイミングを暗記するほどやり込んでいる。
キーズ
演 - ジョー・キーリー、日本語吹替 - 小野賢章
「フリー・シティ」を運営するゲーム会社「スナミ・スタジオ」の社員。共同制作者だったミリーから証拠探しの協力を頼まれているが、確信が持てないため踏ん切りがつかない。
バディ
演 - リル・レル・ハウリー、日本語吹替 - 小川剛生
「フリー・シティ」で銀行の警備員をしているモブキャラ。ガイの親友。
マウサー
演 - ウトカルシュ・アンブドゥカル、日本語吹替 - 吉野裕行
「スナミ・スタジオ」の社員。キーズの同僚兼友達。アントワンの命令には忠実。
アントワン
演 - タイカ・ワイティティ、日本語吹替 - 子安武人
「スナミ・スタジオ」の社長。能天気だが自己中心的かつ冷酷で、自分の利益が最優先。ミリーから盗用を疑われ訴訟まで起こされているが、全く意に介していない。
デュード
演 - アーロン・W・リード
アントワンがガイを倒すために投入した未完成だが強力なキャラクター。セリフが詳細に決まっていないため「決め台詞！」と叫んだりする。顔だけはガイにそっくり。
キース
演 - マティ・カーダロプル
「フリー・シティ」のプレイヤーでゲーム実況者。「ブルーシャツ・ガイ」のファン。22歳のニートであり、ゲームの実況中に母から叱られる。
リベンジャミン・バトンズ
演 - チャニング・テイタム、日本語吹替 - 小松史法
キースのプレイヤーアバター。ダンスのキレがいい。
ミッシー
演 - ブリトニー・オールドフォード、日本語吹替 - 富田美憂
「フリー・シティ」のモブキャラ。コーヒーショップのバリスタで、いつも決まったコーヒーを作る。
セクシー
演 - カミーユ・コステック
「フリー・シティ」の美女モブキャラ。サングラス族（プレイヤー）の傍らに付き添って行動する。
人質
演 - マーク・ライナー
「フリー・シティ」のモブキャラ。いつも銀行で強盗（プレイヤー）の人質にされているため、両手を上げるのが癖になっている。
ジョニー巡査
演 - マイク・ディヴァイン
「フリー・シティ」のモブキャラ。毎朝ガイとコーヒーショップで挨拶を交わす。
ビッグ・シティ・ドリーマー
演 - ソフィー・レヴィ
「フリー・シティ」のモブキャラ。都会に出てきたばかりの設定らしく、これからの生活を夢見るような台詞が特徴。
銀行支店長
演 - ヴァーノン・スコット
「フリー・シティ」のモブキャラ。
ジョー
演 - ナヒーム・ガルシア
「フリー・シティ」でコンビニの店主をしているモブキャラ。いつも強盗（プレイヤー）に外へ放り投げられている。
フィリス
演 - アナベル・グレーツ
「フリー・シティ」のモブキャラ。いつも猫を探している老女。
裏路地にいるマスクのアバター
声 - ヒュー・ジャックマン（カメオ出演）
モロトフ・ガールと情報の取引をしたプレイヤーアバター。取引によって報酬を得るが、モロトフの忠告を無視して余計な詮索をしたため殺される。
銀行強盗 #2
声 - ドウェイン・ジョンソン（カメオ出演）
銀行を襲うもガイに反撃されてサングラスを奪われる。プレイヤーはまだ幼い少女。
キースの母
声 - ティナ・フェイ（カメオ出演）
キースのゲーム実況中に掃除機をかけ始めたことで彼に怒鳴られるが、22歳にもなって働こうとしない息子を逆に叱りつける。
シルエット・ゲーマー
声 - ジョン・クラシンスキー（カメオ出演）
「ブルーシャツ・ガイ」についてインタビューで話すゲーマー。
アレックス・トレベック
演 - 本人（カメオ出演）
アメリカのクイズ番組『ジェパディ!』の司会者。
ララ・スペンサー
演 - 本人（カメオ出演）
アメリカの情報番組『グッド・モーニング・アメリカ』の司会者。
ニンジャ
演 - 本人（カメオ出演）
アメリカのゲーム実況者。
ポキメイン
演 - 本人（カメオ出演）
アメリカのゲーム実況者。
レイザービーム
演 - 本人（カメオ出演）
アメリカのゲーム実況者。
ジャックセプティックアイ
演 - 本人（カメオ出演）
アメリカのゲーム実況者。
DanTDM
演 - 本人（カメオ出演）
アメリカのゲーム実況者。
クリス・エヴァンス
演 - 本人（カメオ出演）、日本語吹替 - 中村悠一
ガイがデュードの攻撃を防ぐアイテムとしてキャプテン・アメリカのシールドを使った際、配信映像を見ていたため「僕の盾!?」と驚く。

## 製作
『フリー・ガイ』は20世紀フォックス時代に製作が進められていた企画であり、ディズニーに買収され「20世紀スタジオ」となった後も製作が進められた作品の一つでもある。ショーン・レヴィと共にプロデューサーを務めたライアン・レイノルズは「これほど何かに夢中になるのは『デッドプール』以来だ」と語っている。同作にはゲーマー・ストリーマーのジャックセプティックアイ、ニンジャ、ポキマネ、ダニエル・ミドルトン、ラザービームがカメオ出演しており、『ジェパディ!』の司会者として知られるアレックス・トレベックは本作が遺作となった。また、ヒュー・ジャックマン、ドウェイン・ジョンソン、ティナ・フェイ、ジョン・クラシンスキーのカメオ出演も発表されている。
舞台となる「フリー・シティ」の世界観は『グランド・セフト・オートシリーズ』『フォートナイト』と比較されることが多いが、プロダクションデザイナーのイーサン・トブマンは『シムシティシリーズ』『レッド・デッド・リデンプション2』から多くのインスピレーションを得たと語っている。映画には『ロックマンシリーズ』のロックバスター、『スター・ウォーズシリーズ』のライトセーバー、『フォートナイト』のツルハシ、『ハーフライフ2』のグラビティ・ガン、『Portal』のポータルガン、キャプテン・アメリカの盾、ハルクの拳など複数のゲームや映画のアイテムが登場している。『マーベル・シネマティック・ユニバース』『スター・ウォーズシリーズ』のアイテムについては、20世紀フォックスがディズニーに買収された後、レヴィが同社に使用許可を求めて許諾されたことで実現した。
2019年5月にボストンのフィナンシャル・ディストリクトを含む地域で主要撮影が始まり、この他にウースターのダウンタウン、フレイミングハムの旧フレイミングハム銀行ビル、ウェイマスの旧海軍航空基地でも撮影が行われた。

## 公開
2021年8月13日に米国・日本で公開された。 45日間は独占劇場公開となる。また、8月4日から14日まで開催される第74回ロカルノ国際映画祭でも上映される。
当初は2020年7月3日にアメリカで、8月14日に日本で公開予定だったが、新型コロナウイルス感染症の世界的流行の影響で3回（日本では4回）公開が延期された。 2020年4月にアメリカ公開が同年12月11日に延期され、日本公開は未定とされた。8月に日本公開は2021年1月22日と発表され、9月には1月8日に繰り上げられた。11月に『ナイル殺人事件』と共にアメリカでの公開が取り消された。12月にアメリカ公開が2021年5月21日に決定、日本公開も同日に設定された。しかし、2021年3月にアメリカ公開が8月13日に延期し、日本での公開も同日に延期となった。
2021年5月、ウォルト・ディズニー・カンパニーはディズニーを含むアメリカの大手映画会社4社がシネマコンプレックスチェーンとの間で締結した契約に基づき、本作と『シャン・チー/テン・リングスの伝説』について、公開から45日間は劇場独占とし、それ以降はDisney+でも配信を開始することを明らかにした。日本でも同様の措置が講じられるため、これにより、同年1月21日に全国興行生活衛生同業組合連合会（全興連）から出された指針に従い、Disney+プレミアアクセスの同時公開対象作品の上映を見送っていた、TOHOシネマズ（東宝子会社）や松竹マルチプレックスシアターズ（松竹子会社、「MOVIX」「ピカデリー」を運営）、ティ・ジョイ（東映子会社）など、大手配給会社系列の映画館やシネマコンプレックスでも上映された。
ソニー・ピクチャーズ モーション ピクチャー グループ会長のトム・ロスマンは2021年8月23日に行われたイベントにおいて、劇場公開を優先した本作の方針を強く評価した上で、「（『フリー・ガイ』は）まず素晴らしい作品であり、その次に、家のテレビでは観られない。（こういう方法を）とことんやってほしい」とコメントした。
ウォルト・ディズニー・ジャパンは2021年10月27日にブルーレイ・DVDセット並びにデジタル配信をリリースすると共にDisney+のスターでも見放題作品として追加することを同年9月24日と同年10月5日にそれぞれ発表した。
アメリカではディズニーによる21世紀フォックスの買収前にフォックスがHBO（ワーナーメディア）との間で優先放映契約を結んでいる。この経緯から、同国においてのDisney+での配信はHBOにて初回放送した後になる予定としている。その後、2022年2月23日からDisney+にて配信されることが2021年12月に発表された。

### ホームメディア
20世紀スタジオより映像DISCの販売とネットの配信が行われている。
- 『フリー・ガイ』4K UHD+Blu-rayセット 発売日：2021年10月27日発売
- 『フリー・ガイ』Blu-ray+DVDセット 発売日：2021年10月27日発売
- 『フリー・ガイ』Blu-ray 発売日：2022年4月13日発売
- 『フリー・ガイ』DVD 発売日：2022年4月13日発売
- 『フリー・ガイ』デジタル配信（購入/レンタル）：2021年10月27日配信

## 評価

### 興行収入
北米では4165劇場で『リスペクト』『ドント・ブリーズ2』と同日公開された。当初はオープニング週末に1500万ドルから1800万ドルの興行収入を記録すると予想されていたが、公開初日の興行収入が1050万ドル（木曜日の試写会興行収入220万ドル含む）だったことから、想定興行収入は2600万ドルに引き上げられた。実際のオープニング週末の興行収入は2840万ドルを記録し、週末興行成績第1位となった。また、海外における興行収入も2250万ドルを記録し、合計で約5100万ドルのオープニング興行収入を記録した。公開第2週末の興行収入は1850万ドルを記録し、週末興行成績第1位を維持した。公開2週目の減少率は34%となったが、これは2021年夏公開の作品の中で最も減少率が低く、レイノルズ主演作品の中でも2番目の好成績である。
一方、日本での興行収入ランキングは芳しくなく、興行通信社発表による8月14日・8月15日の「週末観客動員数TOP10」では初登場8位、翌週8月21日・8月22日は第10位だった。

### 批評
Rotten Tomatoesでは224件の批評が寄せられ支持率82%、平均評価7.1/10となっており、「巧妙なコンセプトや甘くて自意識過剰なユーモア、そして魅力的なキャストを組み合わせた『フリー・ガイ』は軽薄な楽しさがあります」と批評している。Metacriticでは50件の批評に基づき62/100のスコア、CinemaScoreでは「A」評価になっている。
ピーター・デブルージはバラエティ誌に寄稿して『フリー・ガイ』を「『マトリックス』や『LEGO ムービー』のような多重現実を題材にしたブロックバスター作品を、時に扱いにくい形でマッシュアップした作品」と表現し、「『フリー・ガイ』はレヴィと脚本家がルールを変えながら進めていることが明らかにもかかわらず、とても楽しい作品になっている」と批評している。A・VクラブのA・A・ダウドは「C+」評価を与え、「カジュアルな騒動にもかかわらず、『フリー・ガイ』はバブルガム・アイスクリームを回路に詰まらせた、ハイコンセプトのブロックバスター・トライアルのような、どちらかと言えば可愛げのある観客受けを狙った作品であることが分かります」と批評し、同時に『トゥルーマン・ショー』と比較して「レイノルズはトゥルーマン・バーバンクの少し動揺した笑顔を再現しているが、その裏にある絶望感は再現していない」と指摘した。シカゴ・サンタイムズのリチャード・ローパーは「完璧なキャスト」であるレイノルズと「素晴らしく、魅力的」なジョディ・カマーを絶賛しており、『フリー・ガイ』には3/4の星を与えている。

### 受賞・ノミネート
| 映画賞                                          | 授賞式          | 部門                        | 対象                                                                                | 結果       | 出典          |
| ----------------------------------------------- | --------------- | --------------------------- | ----------------------------------------------------------------------------------- | ---------- | ------------- |
| 第47回ピープルズ・チョイス・アワード            | 2021年 12月7日  | コメディ映画賞              | フリー・ガイ                                                                        | 受賞       | [ 66 ] [ 67 ] |
| 第47回ピープルズ・チョイス・アワード            | 2021年 12月7日  | 主演男優賞                  | ライアン・レイノルズ                                                                | ノミネート | [ 66 ] [ 67 ] |
| 第47回ピープルズ・チョイス・アワード            | 2021年 12月7日  | コメディ映画男優賞          | ライアン・レイノルズ                                                                | ノミネート | [ 66 ] [ 67 ] |
| 第5回ハリウッド批評家協会映画賞                 | 2022年 2月28日  | コメディ/ミュージカル映画賞 | フリー・ガイ                                                                        | ノミネート | [ 68 ] [ 69 ] |
| 第5回ハリウッド批評家協会映画賞                 | 2022年 2月28日  | 視覚効果賞                  | スウェン・ギルバーグ ブライアン・グリル ニコス・カライツァイディス ダン・サディック | ノミネート | [ 68 ] [ 69 ] |
| 第75回英国アカデミー賞                          | 2022年 3月13日  | 視覚効果賞                  | スウェン・ギルバーグ ブライアン・グリル ニコス・カライツァイディス ダン・サディック | ノミネート | [ 70 ]        |
| 第27回クリティクス・チョイス・アワード          | 2022年 3月13日  | コメディ映画賞              | フリー・ガイ                                                                        | ノミネート | [ 71 ]        |
| 第2回クリティクス・チョイス・スーパー・アワード | 2022年 3月17日  | SF/ファンタジー映画賞       | フリー・ガイ                                                                        | ノミネート | [ 72 ]        |
| 第2回クリティクス・チョイス・スーパー・アワード | 2022年 3月17日  | SF/ファンタジー映画男優賞   | ライアン・レイノルズ                                                                | ノミネート | [ 72 ]        |
| 第2回クリティクス・チョイス・スーパー・アワード | 2022年 3月17日  | SF/ファンタジー映画女優賞   | ジョディ・カマー                                                                    | ノミネート | [ 72 ]        |
| 第94回アカデミー賞                              | 2022年 3月27日  | 視覚効果賞                  | スウェン・ギルバーグ ブライアン・グリル ニコス・カライツァイディス ダン・サディック | ノミネート | [ 73 ]        |
| 第35回ニコロデオン・キッズ・チョイス・アワード  | 2022年 4月9日   | フェイバリット映画男優賞    | ライアン・レイノルズ                                                                | ノミネート | [ 74 ]        |
| MTVムービー&TVアワード2022                      | 2022年 6月5日   | コメディ演技賞              | ライアン・レイノルズ                                                                | 受賞       | [ 75 ]        |
| MTVムービー&TVアワード2022                      | 2022年 6月5日   | ファイト賞                  | ガイvsデュード                                                                      | ノミネート | [ 75 ]        |
| ゴールデン・トレーラー賞                        | 2022年 10月7日  | バイラル・キャンペーン賞    | フリー・ガイ                                                                        | 受賞       | [ 76 ]        |
| 50周年記念サターン賞                            | 2022年 10月25日 | SF映画賞                    | フリー・ガイ                                                                        | ノミネート | [ 77 ]        |
| 50周年記念サターン賞                            | 2022年 10月25日 | 助演女優賞                  | ジョディ・カマー                                                                    | ノミネート | [ 77 ]        |

## 続編
2021年8月14日、レイノルズはTwitterを通してディズニーが続編製作を希望していることを明かした。